# Rosamond Praeger
Sophia Rosamond Praeger, MBE 
(auch Rosamund; * 17. April 1867 in Holywood, County Down, Nordirland; † 16. April 1954 in Rock Cottage, County Down) war eine irische Künstlerin, Bildhauerin, Illustratorin und Dichterin.

## Leben

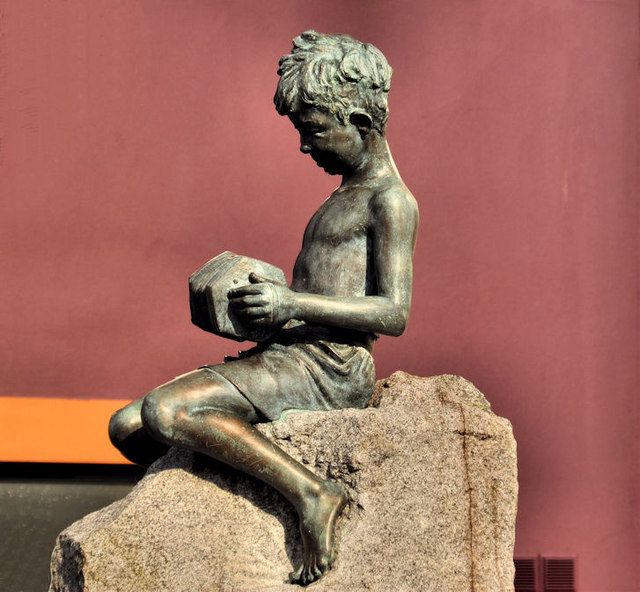
Johnny The Jig, Holywood (High Street, Ecke Shore Road, 1942)

Praeger wurde als Tochter von Willem Emil Praeger und Marie Ferrar Patterson geboren. Der Vater war aus Holland nach Belfast eingewandert, um mit seinem Onkel in der 1860 gegründeten Leinenfirma der Familie zu arbeiten. Rosamond Praeger hatte fünf Brüder, von denen der älteste der Naturforscher Robert Lloyd Praeger war. Praeger erhielt ihre Grundschulausbildung an der Tagesschule des Pfarrers Charles McElester der Non-Subscribing Presbyterian Church of Ireland. Praeger unterrichtete später selbst an dieser Schule. Sie besuchte die Sullivan Upper School, die Belfast School of Art und die Slade School of Fine Art in London. An der Belfast School of Art studierte Praeger bei dem Maler George Trobridge und wurde 1886 Mitglied des Rambler’s Sketching Club, einem Vorläufer der Royal Ulster Academy. 1888 schrieb sie sich an der Slade School ein, wo sie bei Alphonse Legros studierte und eine Silbermedaille im Zeichnen gewann. Während dieser Zeit freundete sie sich mit der Bildhauerin Ellen Mary Rope an. Von 1892 bis 1893 reiste Praeger nach Paris, um dort zu studieren, nachdem sie von Legros und Rope dazu ermutigt worden war.
Nach ihrem Aufenthalt in Paris kehrte Praeger nach Holywood zurück und richtete ein Atelier ein. Nachdem sie eine Reihe von Ateliers in Belfast gemietet hatte, baute sie 1914 das St Brigid’s Studio in der Hibernia Street, in dem sie bis zu ihrem Tod arbeitete. Ihren ersten großen Auftrag führte Praeger 1907 aus, ein Denkmal für T. Hamilton für die Queen’s University Belfast.

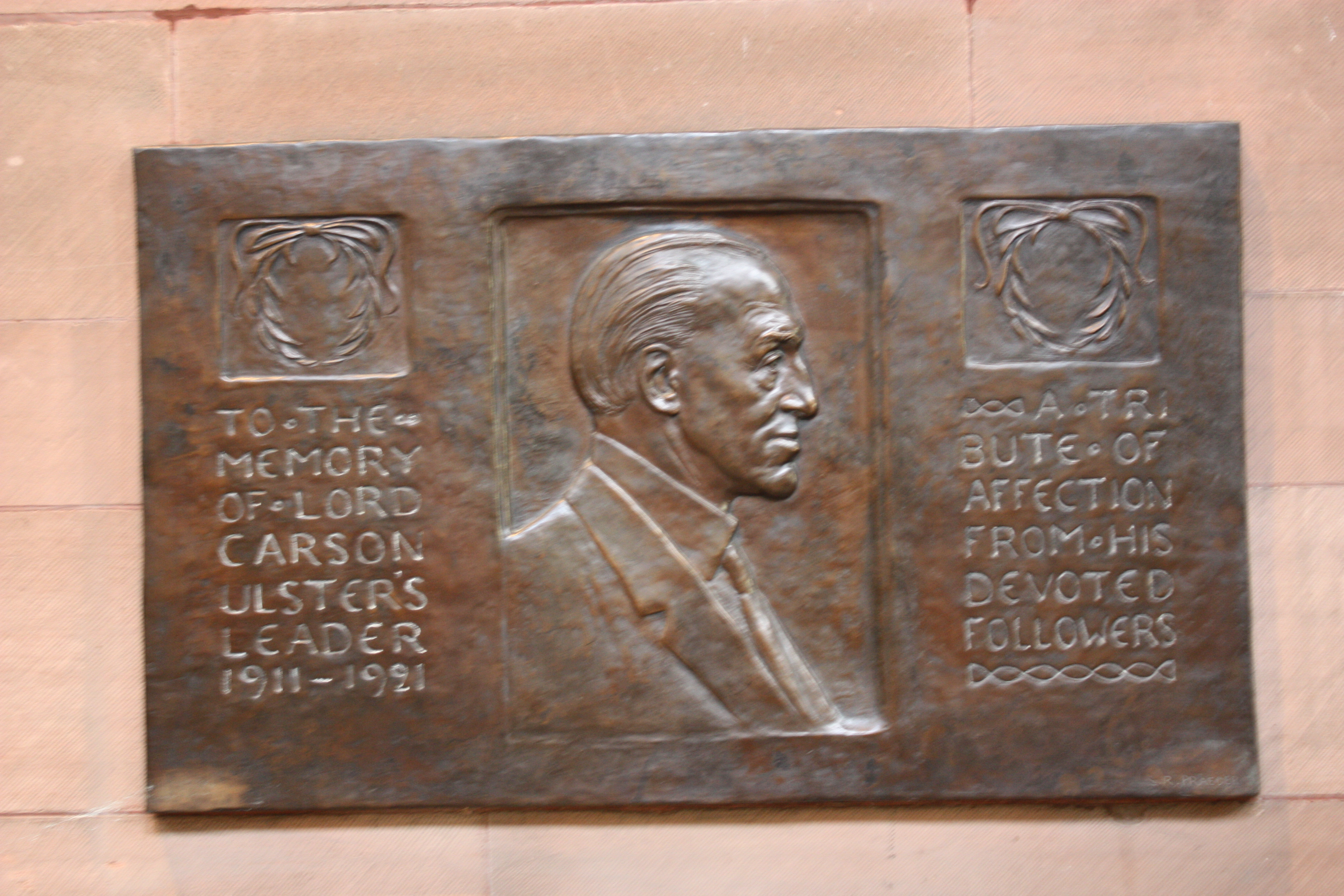
Gedenktafel Lord Edward Carson Memorial, St Anne’s Cathedral in Belfast (1938)

Praeger schrieb und illustrierte Kinderbücher und lieferte auch botanische Illustrationen für die Arbeiten ihres Bruders. Am bekanntesten ist sie jedoch für ihre Skulpturen, die sie vor allem in Gips, aber auch in Marmor, Terrakotta und Stein anfertigte. Ihre bekanntesten Werke stellen Kinder in einem manchmal als sentimental bezeichneten Stil dar. Ihr bekanntestes Werk, The Philosopher, wurde erstmals 1920 in der Royal Academy of Arts in London ausgestellt; anschließend fertigte Praeger mehrere Kopien für verschiedene Museen an.
Weitere bekannte Skulpturen sind Johnny The Jig (1942), errichtet in Holywood (High Street, Ecke Shore Road), Original heute im North Down Museum, das Halbrelief Fionnuala, the Daughter of Lir im Ulster Museum oder die Gedenktafel Lord Edward Carson Memorial in der St Anne’s Cathedral in Belfast (1938).
Eine Gesamtliste ihrer Werke ist im Rahmen des Mapping Sculpture Project der Glasgow University, dem Victoria and Albert Museum und dem Henry Moore Institute online verfügbar.
Praeger war Präsidentin der damaligen Ulster Academy, die später zur Royal Ulster Academy wurde.
Praeger wurde 1927 Ehrenmitglied der Royal Hibernian Academy, erhielt 1938 einen Ehren-MA von der Queen’s University Belfast und wurde 1939 mit dem Order of the British Empire ausgezeichnet. Sie starb am 16. April 1954 in Rock Cottage und wurde auf dem Priory Cemetery beigesetzt.  Praegers Werke befinden sich in den Sammlungen des Ulster Museum und der National Gallery of Ireland sowie in einigen Privatsammlungen in aller Welt.